# DFB-Pokal 1980/81 (Frauen)
Der DFB-Pokal der Frauen 1981, ein Fußballwettbewerb, wurde von der SSG 09 Bergisch Gladbach gewonnen. Im Finale schlug der Verein aus Bergisch Gladbach den TuS Wörrstadt mit 5:0. Überragende Akteurin war Doris Kresimon, die drei Tore erzielte. In seiner Premierensaison wurde das Achtel-, Viertel- und Halbfinale in Hin- und Rückspiel ausgetragen. Ab der Saison 1981/82 gab es pro Runde nur noch ein Spiel.

## Teilnehmer
Folgende Mannschaften haben sich als beste Mannschaft ihres Landesverbandes für die Endrunde qualifiziert:
| Regionalverband Nord | Regionalverband West                                                                        | Regionalverband Südwest                                                                  | Regionalverband Süd | Berlin          |
| --- | ------------------------------------------------------------------------------------------- | ---------------------------------------------------------------------------------------- | --- | --------------- |
| - Bremen: VfB Komet Bremen - Hamburg: Wedeler TSV - Niedersachsen: VfR Eintracht Wolfsburg - Schleswig-Holstein: SG Thumby | - Mittelrhein: SSG 09 Bergisch Gladbach - Niederrhein: KBC Duisburg - Westfalen: TSV Siegen | - Rheinland: SC 07 Bad Neuenahr - Saarland: FC Hellas Marpingen - Südwest: TuS Wörrstadt | - Baden SV Schlierstadt - Bayern Inter Bergsteig Amberg - Hessen: TSV Hungen - Südbaden: VfR Rheinfelden - Württemberg: FV Bellenberg | - BFC Meteor 06 |

## Übersicht
Fett markierte Mannschaften zogen in die nächste Runde ein.
|  | Achtelfinale            | Achtelfinale       | Achtelfinale |                   |   | Viertelfinale | Viertelfinale | Viertelfinale |  |  | Halbfinale | Halbfinale | Halbfinale |  |  | Finale | Finale |  |
|  |                         |                    |              |                   |   |               |               |               |  |  |            |            |            |  |  |        |        |  |
|  | KBC Duisburg            | 1                  | 2            |                   |   |               |               |               |  |  |            |            |            |  |  |        |        |  |
|  | VfR Eintracht Wolfsburg | 1                  | 1            |                   |   |               |               |               |  |  |            |            |            |  |  |        |        |  |
|  | VfR Eintracht Wolfsburg | 1                  | 1            | KBC Duisburg      | 0 | 2             |               |               |  |  |            |            |            |  |  |        |        |  |
|  |                         |                    |              | KBC Duisburg      | 0 | 2             |               |               |  |  |            |            |            |  |  |        |        |  |
|  |                         | Bergisch Gladbach  | 0            | 3                 |   |               |               |               |  |  |            |            |            |  |  |        |        |  |
|  | Bergisch Gladbach       | Bergisch Gladbach  | 0            | 3                 | 3 | 2             |               |               |  |  |            |            |            |  |  |        |        |  |
|  | Bergisch Gladbach       |                    |              |                   | 3 | 2             |               |               |  |  |            |            |            |  |  |        |        |  |
|  | TSV Siegen              | 1                  | 1            |                   |   |               |               |               |  |  |            |            |            |  |  |        |        |  |
|  | TSV Siegen              | 1                  | 1            | Bergisch Gladbach | 6 | 3             |               |               |  |  |            |            |            |  |  |        |        |  |
|  |                         |                    |              |                   |   |               |               |               |  |  |            |            |            |  |  |        |        |  |
|  |                         | SC 07 Bad Neuenahr | 0            | 0                 |   |               |               |               |  |  |            |            |            |  |  |        |        |  |
|  | FV Bellenberg           | SC 07 Bad Neuenahr | 0            | 0                 | 4 | 1             |               |               |  |  |            |            |            |  |  |        |        |  |
|  | FV Bellenberg           |                    |              |                   | 4 | 1             |               |               |  |  |            |            |            |  |  |        |        |  |
|  | TSV Hungen              | 2                  | 4            |                   |   |               |               |               |  |  |            |            |            |  |  |        |        |  |
|  | TSV Hungen              | 2                  | 4            | TSV Hungen        | 1 | 1             |               |               |  |  |            |            |            |  |  |        |        |  |
|  |                         |                    |              | TSV Hungen        | 1 | 1             |               |               |  |  |            |            |            |  |  |        |        |  |
|  |                         | SC 07 Bad Neuenahr | 2            | 1                 |   |               |               |               |  |  |            |            |            |  |  |        |        |  |
|  | FC Hellas Marpingen     | SC 07 Bad Neuenahr | 2            | 1                 | 0 | 0             |               |               |  |  |            |            |            |  |  |        |        |  |
|  | FC Hellas Marpingen     |                    |              |                   | 0 | 0             |               |               |  |  |            |            |            |  |  |        |        |  |
|  | SC 07 Bad Neuenahr      | 1                  | 2            |                   |   |               |               |               |  |  |            |            |            |  |  |        |        |  |
|  | SC 07 Bad Neuenahr      | 1                  | 2            | Bergisch Gladbach | 5 |               |               |               |  |  |            |            |            |  |  |        |        |  |
|  |                         |                    |              |                   |   |               |               |               |  |  |            |            |            |  |  |        |        |  |
|  |                         | TuS Wörrstadt      | 0            |                   |   |               |               |               |  |  |            |            |            |  |  |        |        |  |
|  | SV Schlierstadt         | TuS Wörrstadt      | 0            | 8                 | 6 |               |               |               |  |  |            |            |            |  |  |        |        |  |
|  | SV Schlierstadt         |                    |              |                   | 6 |               |               |               |  |  |            |            |            |  |  |        |        |  |
|  | VfR Rheinfelden         | 1                  | 0            |                   |   |               |               |               |  |  |            |            |            |  |  |        |        |  |
|  | VfR Rheinfelden         | 1                  | 0            | SV Schlierstadt   | 1 | 2             |               |               |  |  |            |            |            |  |  |        |        |  |
|  |                         |                    |              | SV Schlierstadt   | 1 | 2             |               |               |  |  |            |            |            |  |  |        |        |  |
|  |                         | TuS Wörrstadt      | 2            | 3                 |   |               |               |               |  |  |            |            |            |  |  |        |        |  |
|  | Inter Bergsteig Amberg  | TuS Wörrstadt      | 2            | 3                 | 0 | 1             |               |               |  |  |            |            |            |  |  |        |        |  |
|  | Inter Bergsteig Amberg  |                    |              |                   | 0 | 1             |               |               |  |  |            |            |            |  |  |        |        |  |
|  | TuS Wörrstadt           | 0                  | 4            |                   |   |               |               |               |  |  |            |            |            |  |  |        |        |  |
|  | TuS Wörrstadt           | 0                  | 4            | TuS Wörrstadt     | 1 | 1             |               |               |  |  |            |            |            |  |  |        |        |  |
|  |                         |                    |              |                   |   |               |               |               |  |  |            |            |            |  |  |        |        |  |
|  |                         | BFC Meteor 06      | 0            | 0                 |   |               |               |               |  |  |            |            |            |  |  |        |        |  |
|  | VfB Komet Bremen        | BFC Meteor 06      | 0            | 0                 | 0 | 0             |               |               |  |  |            |            |            |  |  |        |        |  |
|  | VfB Komet Bremen        |                    |              |                   | 0 | 0             |               |               |  |  |            |            |            |  |  |        |        |  |
|  | BFC Meteor 06           | 14                 | 7            |                   |   |               |               |               |  |  |            |            |            |  |  |        |        |  |
|  | BFC Meteor 06           | 14                 | 7            | BFC Meteor 06     | 5 | 5             |               |               |  |  |            |            |            |  |  |        |        |  |
|  |                         |                    |              | BFC Meteor 06     | 5 | 5             |               |               |  |  |            |            |            |  |  |        |        |  |
|  |                         | Wedeler TSV        | 1            | 3                 |   |               |               |               |  |  |            |            |            |  |  |        |        |  |
|  | Wedeler TSV             | Wedeler TSV        | 1            | 3                 | 1 | 1             |               |               |  |  |            |            |            |  |  |        |        |  |
|  | Wedeler TSV             |                    |              |                   | 1 | 1             |               |               |  |  |            |            |            |  |  |        |        |  |
|  | SG Thumby               | 0                  | 1            |                   |   |               |               |               |  |  |            |            |            |  |  |        |        |  |

## Achtelfinale
Die Hinspiele fanden am 20. und 21. September, die Rückspiele am 4. und 5. Oktober 1980 statt.
|                          | Gesamt |                         | Hinspiel | Rückspiel |
| ------------------------ | ------ | ----------------------- | -------- | --------- |
| VfB Komet Bremen         | 00:21  | BFC Meteor 06           | 00:14    | 0:7       |
| KBC Duisburg             | 3:2    | VfR Eintracht Wolfsburg | 1:1      | 2:1       |
| SSG 09 Bergisch Gladbach | 5:2    | TSV Siegen              | 3:1      | 2:1       |
| FV Bellenberg            | 5:6    | TSV Hungen              | 4:2      | 1:4       |
| FC Hellas Marpingen      | 0:3    | SC 07 Bad Neuenahr      | 0:1      | 0:2       |
| SV Schlierstadt          | 14:10  | VfB Rheinfelden         | 8:1      | 6:0       |
| Inter Bergsteig Amberg   | 1:4    | TuS Wörrstadt           | 0:0      | 1:4       |
| Wedeler SV               | 2:1    | SG Thumby               | 1:0      | 1:1       |

## Viertelfinale
Die Hinspiele fanden am 26. Oktober, die Rückspiele am 22. und 23. November 1980 statt.
|                 | Gesamt |                          | Hinspiel | Rückspiel |
| --------------- | ------ | ------------------------ | -------- | --------- |
| BFC Meteor 06   | 10:40  | Wedeler SV               | 5:1      | 5:3       |
| KBC Duisburg    | 2:3    | SSG 09 Bergisch Gladbach | 0:0      | 2:3       |
| TSV Hungen      | 2:3    | SC 07 Bad Neuenahr       | 1:2      | 1:1       |
| SV Schlierstadt | 3:5    | TuS Wörrstadt            | 1:2      | 2:3       |

## Halbfinale
Die Hinspiele fanden am 8. März, die Rückspiele am 12. April 1981 statt.
|                          | Gesamt |                    | Hinspiel | Rückspiel |
| ------------------------ | ------ | ------------------ | -------- | --------- |
| TuS Wörrstadt            | 2:0    | BFC Meteor 06      | 1:0      | 1:0       |
| SSG 09 Bergisch Gladbach | 9:0    | SC 07 Bad Neuenahr | 6:0      | 3:0       |

## Finale
| TuS Wörrstadt                                     | TuS Wörrstadt | SSG 09 Bergisch Gladbach | SSG 09 Bergisch Gladbach |
| ------------------------------------------------- | --- | --- | ------------------------ |
| TuS Wörrstadt                                     | \| Samstag, 2. Mai 1981 in Stuttgart (Neckarstadion) \| \| Ergebnis: 0:5 (0:3) \| \| Zuschauer: 35.000 (Vorspiel zum Männerfinale) \| \| Schiedsrichter: Winfried Walz (Waiblingen) \| | \| Samstag, 2. Mai 1981 in Stuttgart (Neckarstadion) \| \| Ergebnis: 0:5 (0:3) \| \| Zuschauer: 35.000 (Vorspiel zum Männerfinale) \| \| Schiedsrichter: Winfried Walz (Waiblingen) \|                                                                           | SSG 09 Bergisch Gladbach |
| TuS Wörrstadt                                     | Mirella Cina – Bärbel Petzold, C. Rode, S. Raudonat, S. Zoll – Heidi Ellmer, Edith Solbach, R. Fau – Regine Israel, Uschi Demler, Deborah Bianco Cheftrainer: Erwin Hartmann           | Hannelore Geilen – Brigitte Klinz, Gaby Dlugi, Bettina Krug, Erika Neuenfeldt (Angelika Budny) – Loni Winkel, Monika Degwitz, Anne Trabant-Haarbach – Brigitte Schmoll (Andrea Haberlaß), Doris Kresimon, Ingrid Gebauer Spielertrainerin: Anne Trabant-Haarbach | SSG 09 Bergisch Gladbach |
| TuS Wörrstadt                                     | 0:1 Doris Kresimon (17.) 0:2 Doris Kresimon (34.) 0:3 Monika Degwitz (38.) 0:4 Anne Trabant-Haarbach (52.) 0:5 Doris Kresimon (69.)                                                    | | SSG 09 Bergisch Gladbach |
| Samstag, 2. Mai 1981 in Stuttgart (Neckarstadion) | | |                          |
| Ergebnis: 0:5 (0:3)                               | | |                          |
| Zuschauer: 35.000 (Vorspiel zum Männerfinale)     | | |                          |
| Schiedsrichter: Winfried Walz (Waiblingen)        | | |                          |